# Kurt Cobain (canción)
«Kurt Cobain» es una canción y sencillo de la banda de rock argentina Turf, fue la primera canción después de su regreso en el año 2015, grabada en septiembre en los Estudios Romaphonic de la Ciudad de Buenos Aires y publicada el 9 de noviembre de ese mismo año. La canción no habla del mundialmente reconocido músico de grunge, sino que solo se le hace referencia. Según la banda, después de su lanzamiento la canción generó un poco de controversia. El video musical fue publicado a principios del 2016.

## Lista de canciones
Descarga digital y Streaming
1. «Kurt Cobain» (4:47)